# Самойлова, Наталья Николаевна
Наталья Николаевна Самойлова (род. 17 июня 1981, Пенза) — российская дзюдоистка, чемпионка и призёр чемпионатов России, Мастер спорта России международного класса. Победительница и призёр этапов Кубка и Суперкубка мира. Чемпионка и призёр чемпионатов России среди молодёжи. Родилась и живёт в Пензе. Оставила большой спорт в 2010 году.

## Спортивные результаты
- Чемпионат России среди молодёжи 2000 года — ;
- Чемпионат России среди молодёжи 2001 года — ;
- Чемпионат России среди молодёжи 2002 года — ;
- Чемпионат России по дзюдо 2001 года — ;
- Чемпионат России по дзюдо 2002 года — ;
- Чемпионат России по дзюдо 2003 года — ;
- Чемпионат России по дзюдо 2004 года — ;
- Чемпионат России по дзюдо 2005 года — ;
- Чемпионат России по дзюдо 2006 года — ;
- Чемпионат России по дзюдо 2007 года — ;
- Чемпионат России по дзюдо 2008 года — ;
- Чемпионат России по дзюдо 2010 года — .